# Tanabang Ilir
Tanabang Ilir is een bestuurslaag in het regentschap Ogan Ilir van de provincie Zuid-Sumatra, Indonesië. Tanabang Ilir telt 1125 inwoners (volkstelling 2010).